# まさやんのラジオ・デスマス
まさやんのラジオ・デスマスは、RKKラジオで2010年4月11日から2021年3月28日まで日曜日に放送されていた音楽を中心としたワイドバラエティ番組。

## 概要
元は2010年4月改編で日曜午後のワイド番組としてスタート。2017年4月からは日曜午前のワイド番組となる。
同じく日曜日放送だった『AIRCOOL BEST20』、『塚原まきこの「音楽図鑑」』や『RKK Count Down Cafe』から引き継いで、『RKKオフィシャルチャート』と『今月のパワープレイ』を実施しており、午前へ移動後も実施していた。
また、この番組はRKKで初めてUstreamでの動画配信（同時配信）を導入した番組のひとつ で、開始直後から2018年頃迄配信を行っていた。2019年2月からは、YouTube Liveで番組を生配信している。
2021年4月の番組改編に伴い、同年3月28日を以て終了。この番組の終了を以て、RKKラジオは日曜午前のワイド番組の自社制作から完全に撤退することとなる。

## 出演者

### 放送終了当時
- まさやん[5]
- 島田真世（2020年9月6日[6] - 、2020年8月2日の岩本の代役[7]）

### 過去
※加納・宮川はミミー号からのリポーター兼任。
尚、2012年1月迄、加納はリポートの為ほぼ全編スタジオにいない場合があり、その場合はまさやんとあおいが2人で進行していた。
2012年2月以降、加納→宮川がリポートでいない場合はまさやん1人で進行していた。
- あおい（2010年4月 - 2012年1月29日[8]、『RKKラジオ・オフィシャルミュージックBEST20』を中心に担当）
- 加納麻衣（元ミミーキャスター、2010年4月 - 2013年3月[9]、2015年1月11日の宮川の代役[10]）
- 宮川理佳（元ミミーキャスター、2013年4月 - 2017年3月[12][13]）
- 岩本実希（元ミミーキャスター、2017年4月 - 2020年8月30日[14]・2021年3月28日[17]。産休の為降板したが最終回で産休から復帰）
- 山田法子（2019年4月21日の岩本の代役[18]）
- 糸永有希（RKKアナウンサー、2019年8月18日のまさやんの代役[19]）
- 渡辺大輔（2019年8月25日のまさやんの代役[20] 等）

## 放送時間
何れも毎週日曜（JST）。

### 午後ワイド時代
毎年1月の第3週（正月3が日に日曜日が重なった場合は第4週）には天皇盃全国都道府県対抗男子駅伝競走大会中継（RCCラジオ制作）をネットするため放送休止或いは15時台後半開始の短縮放送となっていた。
- 日曜12:10 - 16:30(2010年4月 - 2010年7月)
- 日曜12:10 - 16:59(2010年8月 - 2010年9月・2011年10月 - 2012年3月)
- 日曜12:10 - 17:14(2010年10月 - 2011年9月)
- 日曜12:10 - 16:50(2012年4月 - 2013年3月)
- 日曜13:00 - 16:50(2013年4月 - 2014年3月・2016年4月 - 2017年3月)
- 日曜13:00 - 16:19(2014年4月 - 2016年3月)[30]

### 午前移動後
2021年1月3日は「東京箱根間往復大学駅伝競走」中継（文化放送制作）の為放送休止。
- 日曜10:00 - 12:59(2017年4月 - 2018年9月)
- 日曜10:30 - 12:59(2018年10月 - )[31]

## タイムテーブル

### 終了時

#### 10時台
- 10:30 オープニング/クイズ・ロックスター千一夜

#### 11時台
- 11:00 熊日ニュース
- 11:05 デスマス・ザ・BEST10プラス[32]
- 11:30頃 ドコソコ・くまもと
- 11:35頃 デスマスお勧めショッピング

#### 12時台
- 12:00 熊日ニュース・天気予報
- 12:10

### 2017年4月改編時

#### 10時台
- 10:00 オープニング/クイズ・ロックスター千一夜
- 10:20頃 ドコソコ・くまもと

#### 11時台
- 11:00 熊日ニュース
- 11:05 デスマス・ザ・BEST10プラス[32]
- 11:30頃 まさやんピックアップ

#### 12時台
- 12:00 熊日ニュース・天気予報
- 12:06 安井まさじのきかなきゃイヤ～ン[33]

## 午後ワイド時代のタイムテーブル

### 2015年10月改編時

#### 13時台
- 13:00 オープニング/クイズ・ロックスター千一夜
- 13:30頃 デスマスお勧めショッピング
- 13:40頃 まさやんピックアップ

#### 14・15時台[34]
- 14:00 熊日ニュース
- 14:05 午後2時5分一寸一服
- 14:25 ミニ番組（「RKK BOYS＆GIRLSキャンペーン」）
- 14:30 デスマス・ザ・BEST10プラス[32]
- 15:10頃 今月のパワープレイ
  - 15:25頃- GOGO競馬サンデー!（GIレース開催日のみ）

#### 16時台
- 16:00 熊日ニュース・天気予報
- 16:05

16:19放送終了→本上まなみ Nature Breathへ

### 2012年4月改編時

#### 12時台
- 12:10 オープニング

#### 13時台
- 13:40頃 まさやんピックアップ

#### 14・15時台[34]
- 14:00 熊日ニュース
- 14:05 午後2時5分一寸一服
- 14:25 ミニ番組（「RKK今月の推薦曲」）
- 14:30 RKKラジオ・オフィシャルミュージックBEST20[32]
- 15:15頃 今月のパワープレイ
  - 15:25頃- GOGO競馬サンデー!（GIレース開催日のみ）

#### 16時台
- 16:00 熊日ニュース・天気予報
- 16:05

16:49放送終了→お尋ねください！山崎ですへ